# جاك جينينغز
جاك جينينغز (بالإنجليزية: Jack Jennings)‏ هو سياسي أسترالي، ولد في 6 ديسمبر 1923، وتوفي في 28 مارس 1995. حزبياً، نشط في حزب العمال الأسترالي (فرع جنوب أستراليا) ‏. وقد انتخب عضو مجلس النواب جنوب أستراليا من الجمعية عن دائرة Electoral district of Ross Smith ‏ وقد انضم خلال فترته النيابية (30 مايو 1970 – 16 سبتمبر 1977) للكتلة البرلمانية حزب العمال الأسترالي (فرع جنوب أستراليا) ‏ وانتخب عضو مجلس النواب جنوب أستراليا من الجمعية عن دائرة Electoral district of Enfield ‏ وقد انضم خلال فترته النيابية (3 مارس 1956 – 29 مايو 1970) للكتلة البرلمانية حزب العمال الأسترالي (فرع جنوب أستراليا) ‏ وانتخب عضو مجلس النواب جنوب أستراليا من الجمعية عن دائرة Electoral district of Prospect (South Australia) ‏ وقد انضم خلال فترته النيابية (7 مارس 1953 – 2 مارس 1956) للكتلة البرلمانية حزب العمال الأسترالي (فرع جنوب أستراليا) ‏.